# Verfassungsgericht der Republik Kroatien

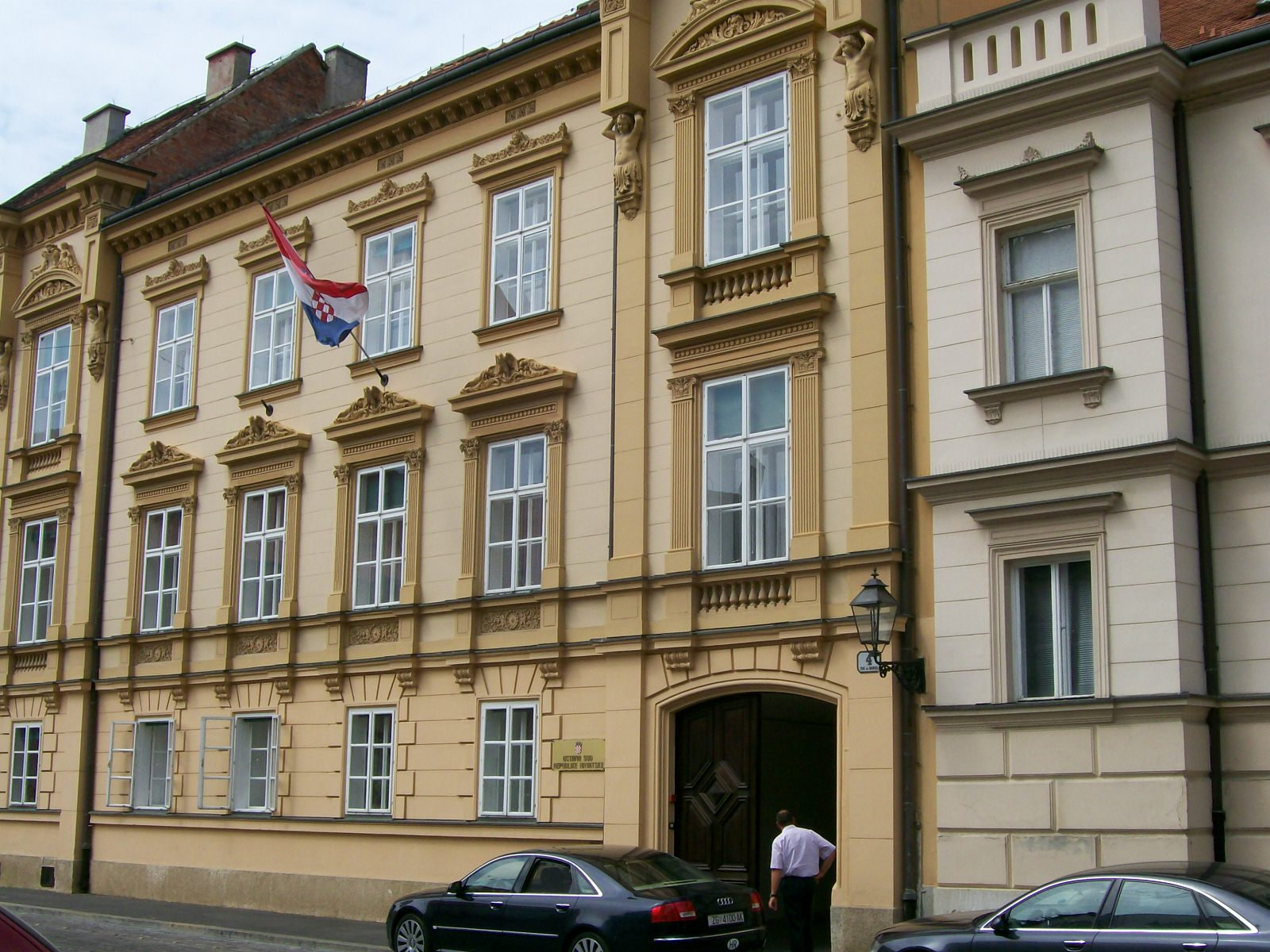
Kroatisches Verfassungsgericht

Das Verfassungsgericht der Republik Kroatien (kroatisch Ustavni sud Republike Hrvatske) ist das höchste Gericht in Kroatien.
Das Verfassungsgericht befindet sich an der Varšavska 3 in Zagreb. Dem Gericht gehören 13 Richter an, die für acht Jahre vom kroatischen Parlament gewählt werden. Die Kompetenzen des Verfassungsgerichtes bestimmen sich nach der Verfassung der Republik Kroatien.

## Richter (Stand: 2009)
- Jasna Omejec, Verfassungsgerichtspräsident
- Aldo Radolović, Vizeverfassungsgerichtspräsident
- Mato Arlović
- Marko Babić
- Snježana Bagić
- Slavica Banić
- Mario Jelušić
- Davor Krapac
- Ivan Matija
- Antun Palarić
- Duška Šarin
- Miroslav Šeparović
- Nevenka Šernhorst